# Neo Pistea
Sebastián Ezequiel Chinellato, mieux connu sous le nom de scène Neo Pistea, est un rappeur argentin. Il commence sa carrière en 2015 et fait partie du défunt supergroupe de trap Modo diablo aux côtés de Duki et Ysy A entre 2017 et 2019. Tout au long de sa carrière musicale, il sort des albums studio en 2021, 2023, 2024 et 2025, il s'agit respectivement de Punkdemia, Neo, Culto et Culto 2, ces projets lui valent d'être récompensé lors des premios Carlos Gardel. En 2023, il se lance dans la comédie en jouant le rôle de Huevo dans la série Barrabrava, rôle pour lequel il est nommé aux Condors d'argent.

## Biographie
Pistea grandit et passe son enfance à Merlo, il commence à se rapprocher de la culture hip-hop à travers les graffitis, ayant Notorious Big comme influences. Avec ses amis, il apprend à rapper à l'âge de 16 ans avec des artistes renommés de la scène underground comme C.R.O et ObieWanshot. Il enregistre ses premiers morceaux avec un logiciel d'enregistrement qu'il installe sur le netbook du programme Conectar Igualdad, du gouvernement argentin. Duki déclare en 2019 : « En 2014, ce malade enregistrait, se produisait et faisait de la trap avant tout le monde ».
Sa carrière professionnelle débute en 2015, lorsqu'il sort les titres White Chocolate, Tony the Kid et Black Chocolate Ces singles constituent une partie de sa première mixtape intitulée Tony the Kid (Mixtape Vol. 1).
En 2017, il publie son seul EP intitulé Oro y perfume qui comprend 4 singles et des collaborations avec les artistes Lara91k et Mike Southside. Pistea rencontre YSY A lorsqu'il organisait un événement similaire à El Quinto Escalón, cependant, leur relation n'a pas commencé jusqu'à ce qu'il rencontre Duki en 2017, à partir de là, le trio musical qui deviendrait plus tard Modo diablo commence à infuser. Le premier single qu'ils sortent ensemble est Uh (également connu sous le nom de Babeado bebé) le 2 janvier 2018, suivi des singles Quavo et Trap N' Export qui contribuent à exposer le genre trap en Argentine et en Amérique du Sud. Fin mars 2019, il sort un remix de son titre Tumbando el club avec d'autres trappeurs argentins : Duki, Cazzu, Ysy A, Khea, C.R.O, Lucho SSJ, Marcianos Crew et Obie Wan Shot et Coqeéin Montana,. La même année, il fait sa première prestation à Lollapalooza Argentina.
En 2021, il sort son unique album studio intitulé Punkdemia, qui comprend 13 singles et des collaborations avec des artistes tels que Cazzu, Duki, YSY A, Neutro Shorty, De la Ghetto, Omar Montes, et Dante Spinetta, entre autres En tant que précurseur du Latin trap, il est insatisfait de ce que la scène trap offre, liant même la perte de racines avec ce qu'il soulève depuis qu'il commence à interpréter ce genre en 2016 aux côtés de Duki et Ysy A,. Cela l'amène à chercher de nouveaux horizons et à changer de genre, ce qu'il exprime depuis la sortie de Punkdemia, ainsi en mars 2023, il sort son deuxième album studio homonyme, Neo, au son clair et lourd, avec des guitares metal et un son unique,,.
Le 28 novembre 2024, il sort Culto, son troisième album studio, dans lequel il revient au style latin trap avec lequel il a commencé sa carrière. Le projet comprend des collaborations avec Duki, YSY A, Eladio Carrión, Khea, C.R.O, Bhavi, Pablo Chill-E, Quan the Young, Ivo Wosco et Purps on The Beat. En décembre de la même année, il est à la tête de l'affiche du Buenos Aires Trap qui se tient au Parque de la Ciudad.

## Discographie

### Albums studio
- 2021 : Punkdemia
- 2023 : Neo
- 2024 : Culto

### EP
- 2017 - Oro y Perfume

### Mixtapes
- 2015 : Tony the Kid (Mixtape Vol. 1)

## Distinctions

### Premios Carlos Gardel
| Année | Catégorie(s)                         | Nomination                     | Résultat   | Réf.   |
| ----- | ------------------------------------ | ------------------------------ | ---------- | ------ |
| 2020  | Meilleur morceau ou album urban/trap | Tumbando el Club (Remix)       | Nomination | [ 19 ] |
| 2020  | Meilleure collaboration urban - trap | Tumbando el Club (Remix)       | Nomination | [ 19 ] |
| 2020  | Meilleure collaboration urban - trap | No sigas (avec Dante Spinetta) | Lauréat    | [ 19 ] |
| 2024  | Meilleur album de rock alternatif    | Neo                            | Nomination | [ 20 ] |

### Premios Cóndor de Plata
| Année | Catégorie(s)         | Nomination | Résultat   | Réf.   |
| ----- | -------------------- | ---------- | ---------- | ------ |
| 2023  | Révélation masculine | Barrabrava | Nomination | [ 21 ] |